# Heartland Coca-Cola Bottling Company
La Heartland Coca-Cola Bottling Company est une entreprise fondée en 2017 par l'ancien joueur de NBA Ulysses Bridgeman. C'est l'un des embouteilleurs les plus récemment créé de la Coca-Cola Company .

## Histoire
Le 21 avril 2016, l'ancien joueur de NBA Ulysses Bridgeman achète une usine d'embouteillage de Coca-Cola à Lenexa au Kansas. Il avait déjà diversifié ses intérêts au travers de la société Manna qui détient 450 restaurants aux États-Unis dont des franchises de Wendy's et Chili's (en).
L'entreprise est fondée le 25 février 2017.
Le 19 juillet 2017, la Heartland Coca-Cola achète une usine de la Coca-Cola Company située à St. Charles, dans l'Illinois pour 7,2 millions d'USD.
En 2017, Bridgeman fonde Bridgeman Foods et devient un embouteilleur pour The Coca-Cola Company avec le souhait d'investir dans l'embouteilleur canadien.
Le 1er octobre 2018, Bridgeman s'associe avec le canadien Larry Tanenbaum pour créer la Coca-Cola Canada Bottling et reprendre les activités canadien de Coca-Cola Refreshments Canada, soit 50 usines et centres de distributions et 5800 employés. La Heartland Coca-Cola a augmenté ses activités avec 18 centres dont trois à Kansas City avec 400 employés.